# Robert Ouko
Robert Ouko (Manga - Kisii, 24 oktober 1948 - Ngong, 18 augustus 2019) was een Keniaanse atleet en olympisch kampioen.

## Biografie
In 1970 vonden de Gemenebestspelen in Edinburgh plaats. Ouko won hier twee gouden medailles. Op de 4 x 400 m estafette won hij goud in een tijd van 3.03,63 met Hezahiah Nyamau, Julius Sang en Charles Asati. De andere gouden medaille veroverde hij door met een tijd van 1.46,89 op de 800 m Benedict Cayenne uit Trinidad en Tobago (zilver) en de Canadees William Smart (brons) te verslaan.
In september 1970 liep hij een wereldrecord op de 4 x 880 yd estafette met het Keniaanse team, dat verder bestond uit Hezahiah Nyamau, Naftali Bon en Thomas Saisi, in 7.11,6.
Op de Olympische Spelen van München in 1972 behaalde Robert Ouku een gouden medaille op de 4 x 400 m als lid van het Keniaanse team, tezamen met Charles Asati, Hezahiah Nyamau en Julius Sang in een tijd van 2.59,8. Op de 800 m werd hij vijfde.
Na zijn atletiekcarrière werkte Ouko als secretaris-generaal voor de Keniaanse atletiekbond.

## Titels
- Olympisch kampioen 4 x 400 m - 1972
- Gemenebestkampioen 800 m - 1970
- Gemenebestkampioen 4 x 400 m - 1970

## Persoonlijke records
| Onderdeel | Prestatie | Jaar |
| --------- | --------- | ---- |
| 400 m     | 46,2 s    | 1970 |
| 800 m     | 1.46,0 s  | 1972 |

## Palmares

### 800 m
- 1970:  Gemenebestspelen - 1.46,89

### 4 x 400 m estafette
- 1970:  Gemenebestspelen - 3.03,63
- 1972:  OS - 2.59,8

1912: Sheppard, Lindberg, Meredith, Reidpath ·
1920: Griffiths, Lindsay, Ainsworth-Davis, Butler ·
1924: Cochran, Helffrich, MacDonald, Stevenson ·
1928: Baird, Alderman, Spencer, Barbuti ·
1932: Fuqua, Ablowich, Warner, Carr ·
1936: Wolff, Rampling, Roberts, Brown ·
1948: Harnden, Bourland, Cochran, Whitfield ·
1952: Wint, Laing, McKenley, Rhoden ·
1956: Jenkins, Jones, Mashburn, Courtney ·
1960: Yerman, Young, G. Davis, O. Davis ·
1964: Cassell, Larrabee, Williams, Carr ·
1968: Matthews, Freeman, James, Evans ·
1972: Asati, Nyamau, Ouko, Sang ·
1976: Frazier, Brown, Newhouse, Parks ·
1980: Valiulis, Linge, Tsjernetski, Markin ·
1984: Nix, Armstead, Babers, McKay ·
1988: Everett, Lewis, Robinzine, Reynolds ·
1992: Valmon, Watts, Johnson, Lewis ·
1996: Harrison, Smith, Mills, Maybank ·
2000: Bada, Chukwu, Monye, Udo-Obong  ·
2004: Harris, Brew, Wariner, Williamson ·
2008: Merritt, Taylor, Neville, Wariner ·
2012: Brown, Pinder, Mathieu, Miller ·
2016: Hall, McQuay, Roberts, Merritt ·
2020: Cherry, Norman, Deadmon, Benjamin ·
2024: Bailey, Norwood, Deadmon, Benjamin